# Племена и кланы Аравийского полуострова
Список аравийских племён и кланов включает в себя перечень племён и кланов (как уже исчезнувших, так и живущих поныне) Аравийского полуострова, населяющих территории современных государств Саудовская Аравия, Йемен, Оман, Объединённые Арабские Эмираты, Бахрейн, Катар и Кувейт.

## Градация племён и её значение
В настоящее время в одной только Саудовской Аравии, занимающей подавляющую часть территории Аравийского полуострова насчитывается более 100 племенных объединений и племен.
Аравийские племена в современном состоянии генетически делятся на следующие группы: аднаниды (потомки северных, западных и центральных арабских племён), кахтаниды (потомки южных и восточных арабов), потомки африканских рабов. По социальному положению и образу жизни население делится на «благородные племена», полуоседлые и оседлые (джабур, хадеддийин и др.), племена ремесленников-сунна, «низшие племена» (сулубба, хитайм, шарарат), происходящие от бывших рабов из Эфиопии, Сомали и Судана, и другие. Кочевые племена считаются «благороднее» земледельческих. Среди кочевых племён наиболее «уважаемыми» считаются племена с наиболее давней историей. Это прежде всего исторически наиболее воинственные бедуинские племена. Уровень «почитаемости» племени или рода оказывает существенное влияние при назначении его представителей на важнейшие государственные должности Саудовской Аравии. Уроженцам «неблагородных» племен существенно сложнее получить высокую должность и занять влиятельное положение в обществе, поэтому они вынуждены искать покровительства у администрации и у «уважаемых» племен, что ведёт к возникновению племенных союзов. Кастовый характер социальной организации аравийского общества обуславливает практическую невозможность браков между представителями племен разной степени «благородности».

### Аднаниды (Кайситы, «Араб аль-мустариба»)
Аднаниды (Аднаниты или Мудариты, или Кайситы) считаются потомками пророка Исмаила и женщины из племени Джурхум и происходят из средней части Аравийского полуострова (области Хиджаз и Неджд). Эта этническая группа была известна под разными именами: аднаниты, мудари, маадди, низари. Самой многочисленной её частью было племя курайшитов, родное племя пророка Мухаммеда; большинство племен из этой группы заселили Мекку и её окрестности, составив превосходствующую часть местного населения.
```
Бану Аднан

├─
Мудар

│  ├─
Кайс 'Айлан

│  │  ├─Хувазин
│  │  ├─Сулайм
│  │  └─
Бану Гатафан
[англ.]

│  │     ├─ 
Бану Абс
[англ.]

│  │     └─Зубьян
│  ├─
Бану Тамим

│  │     └─
Аль Мушарраф

│  │        └─
Аль Шейх

│  ├─
Бану Хузайл
[англ.]
                
│  └─
Бану Кинана
[англ.]

│     ├─
Курайш
 (Бану ан-Надр)
│     ├─Бану Абд Манат 
│     ├─Бану Малакан
│     └─Бану Малак 
└─
Рабиа
[англ.]

   ├─
Абд аль-Кайс

   ├─
Аназа

   │  ├─
Бани Утба

   │  │  └─
Ас-Сабах

   │  ├─
Аль Сауд

   │  │  └─
Аль Джилюви

   │  └─
Аль-Халифа

   ├─
Бану Асад
[англ.]

   └─
Ваиль

      ├─ Бану Анз
      ├─
Бану Таглиб
[англ.]

      └─
Бану Бакр
[англ.]

         ├─
Бану Ханифа

         ├─Бану Шейбан
         ├─Са'лаба
         │  └─Бану Кайс
         ├─Бану Йашкур
         └─Бану 'Иджл
```

| Характеристика основных племён Аднанитов | Характеристика основных племён Аднанитов | Характеристика основных племён Аднанитов          | Характеристика основных племён Аднанитов | Характеристика основных племён Аднанитов |
| Наименование                             | Происхождение                            | Современный ареал                                 | Дополнительная информация                | Известные кланы и семьи |
| ---------------------------------------- | ---------------------------------------- | ------------------------------------------------- | ---------------------------------------- | --- |
| Бани Утба                                | Выделилось из племени Аназа              | Бахрейн, Катар, Кувейт                            |                                          | ас-Сабах, аль-Халифа |
| Курайш                                   | Выделилось из племени Кинана             |                                                   |                                          | Бану Абд ад-Дар, Бану Науфал, Бану Мутталиб, Бану Хашим, Бану Умаййа, Бану Махзум, Бану Зухра, Бану Таим, Бану Ади, Бану Асад, Бану Джума, Бану Сахм |
| Бану Тамим                               | Выделилось из племени Мудар              | Катар, Ирак, центральные районы Саудовской Аравии |                                          | аль-Аглаб, Аль Тани, Абу Улайан, Аль Мушарраф, Аль Шейх                                                                                              |

### Кахтаниды (Калбиты, «Араб аль-ариба»)
Кахтаниды (Кахтаниты, они же Йемениты, они же Кальбиты) происходят из Йемена и считаются потомками Сама, сына пророка Нуха. Из-за Аримского наводнения они были вынуждены покинуть Йемен и поселились на территорию Мекки (племена Хузаа, Джурхум) и Медине (племена Аус, Хазрадж), составив оседлое население этих областей. Некоторые из кахтанидов, переселились в Сирию, создав государство Гассанидов, другие перекочевали в Ирак, основав государство Хиралитов.
```
Бану Кахтан

├─
Химьяр

│  ├─
Куда'а

│  ├─
Танух

│  ├─
Калб

│  ├─
Джухайна

│  └─'
Узра

└─
Кахлан

   ├─
Тайй'

   │  └─
Шаммар

   ├─
Хамдан

   ├─'
Амила

   ├─
Джузам

   │  ├─
Лахм

   │  └─
Кинда

   ├─
Анмар

   └─
Азд

      ├─Азд Даба
      ├─Азд Уман
      ├─
Гасасина

      ├─Хуза'а
      ├─Аус
      └─Хазрадж
```

| Характеристика основных племён Кахтанитов | Характеристика основных племён Кахтанитов     | Характеристика основных племён Кахтанитов                                    | Характеристика основных племён Кахтанитов        | Характеристика основных племён Кахтанитов |
| Наименование                              | Происхождение                                 | Современный ареал                                                            | Дополнительная информация                        | Известные кланы и семьи                   |
| ----------------------------------------- | --------------------------------------------- | ---------------------------------------------------------------------------- | ------------------------------------------------ | ----------------------------------------- |
| Аус                                       | Происходит из племени Азд                     |                                                                              | во время возникновения ислама проживало в Медине |                                           |
| Нуайм                                     | Происходит из племени Азд                     | Катар, ОАЭ, Оман, Бахрейн, Кувейт, Саудовская Аравия, Сирия, Иордания и Ирак |                                                  | ан-Нуайми                                 |
| Хазрадж                                   | Происходит из племени Азд                     |                                                                              | во время возникновения ислама проживало в Медине |                                           |
| Шаммар                                    | Племенной союз, выделившийся из племени Тайй' | Северо-восток Саудовской Аравии, север Ирака                                 |                                                  | Аль Рашид, аш-Шурайм                      |

## Наиболее известные аравийские семейства
Арабское общество на современном Аравийском полуострове продолжает в значительной мере сохранять кланово-семейный характер. Это проявляется как в политической (монополизация отдельными династиями большинства важнейших государственных должностей), так и в экономической сфере. В Саудовской Аравии, например, по данным на 2000 год, треть наиболее значительных акционерных обществ контролировалось шестнадцатью саудовскими семьями.
| Наименование              | Племя/Клан        | Основная информация                         | Известнейшие представители |
| ------------------------- | ----------------- | ------------------------------------------- | --- |
| аль-Али /араб. آل علي‎     | Шаммар / 'Aбдa    | амиры Джебель-Шаммара                       | |
| аль-Джилюви               | Аназа             | ветвь рода Аль Сауд                         | Абдаллах ибн Джилюви, амир Эш-Шаркийя (с 1914) |
| аль-Иса                   |                   |                                             | Мухаммед аль-Иса, глава Национальной строительной компании и компании «Саудовские отели»; Абдаллах аль-Иса, племянник предыдущего, руководитель корпорации «Арабские строительные заводы»)                   |
| бен Ладен /араб. ابن لادن‎ |                   |                                             | Мухаммед бен Ладен (1908—1967), основатель строительной корпорации Saudi Binladin Group; Усама бен Ладен (1957—2011), сын предыдущего, бывший глава Аль-Каиды                                                |
| ан-Нуайми /араб. النعيمي‎  | Нуайм             | шейхи и амиры Аджмана c ок. 1820 года       | Али бин Ибрахим ан-Нуайми, министр нефти и минеральных ресурсов КСА с 1995 года; |
| Аль Рашид /араб. آل رشيد‎  | Шаммар            | амиры Джебель-Шаммара в 1835—1921 годах     | братья Саад, Салах и Абдель Му’ни ар-Рашид, члены Советов директоров Арабского Национального Банка и Банка AlJazira                                                                                          |
| ас-Сабах /араб. صباح‎      | Аназа /Бени Атбан | шейхи и амиры Кувейта                       | |
| Аль Сауд /араб. آل سعود‎   | Аназа             | короли Саудовской Аравии                    | |
| ас-Судайри /араб. السديري‎ |                   |                                             | |
| ас-Сулаим                 |                   | амиры Унайзы в 1817—1914 годах              | |
| ас-Сунайян /араб. الثنيان‎ | Аназа             | ветвь рода Аль Сауд                         | Абдаллах II ибн Сунайян, амир Эр-Рияда (1841—1843); Ахмед ас-Сунайян (ум. 1921), саудовский дипломат; Иффат ас-Сунайян (1910—2000), жена короля Фейсала                                                      |
| аль-Халифа /араб. خليفة‎   | Аназа /Бени Атбан | хакимы, амиры и короли Бахрейна             | |
| Аль Шейх /араб. الشيخ‎     | /Бану Тамим       | потомки шейха Мухаммада ибн Абд-аль-Ваххаба | имам Мухаммад ибн Абд-аль-Ваххаб; Абдуллах Аль аш-Шейх, министр юстиции КСА; Салих Аль аш-Шейх, министр КСА по делам ислама и вакуфов; Абд аль-Азиз ибн Абдуллах Мухаммад Аль аш-Шейх, Верховный муфтий КСА. |
| аш-Шураим /араб. شريم‎     | Шаммар            |                                             | Фахда бинт Аси, мать короля Саудовской Аравии Абдаллы |